# Arkadi Jurjewitsch Wolosch

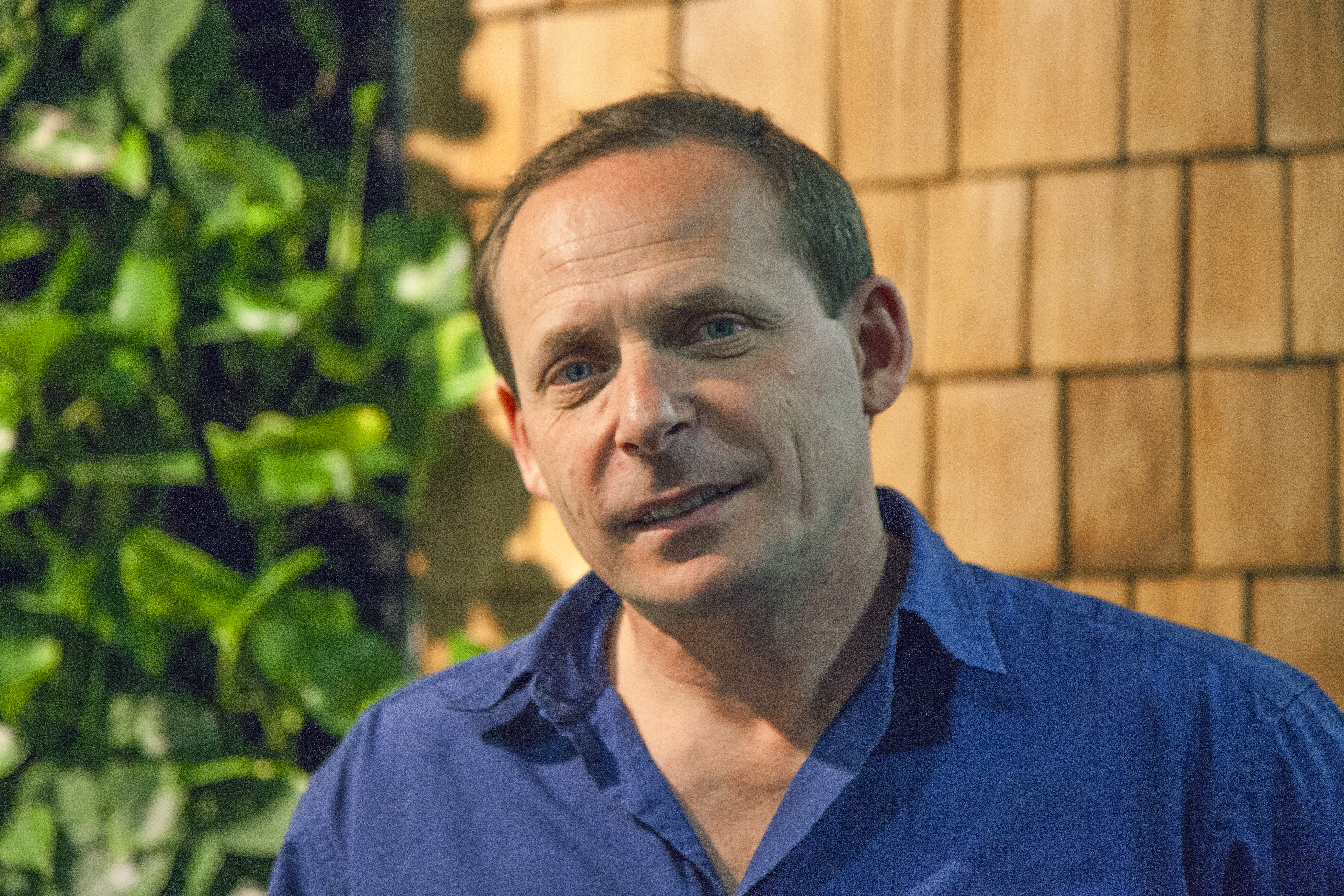
Arkadi Wolosch

Arkadi Jurjewitsch Wolosch (russisch Аркадий Юрьевич Волож, wissenschaftliche Transliteration Arkadij Jurevič Volož; * 11. Februar 1964 in Gurjew, Kasachische SSR) ist ein russisch-israelischer Informatiker und Unternehmer. Er ist Gründer des Unternehmens Yandex.

## Leben und Karriere
Arkadi Wolosch wurde in Gurjew (heute Atyrau) in der kasachischen Sowjetrepublik geboren. Er begann ein Studium der angewandten Mathematik am Moskauer Staatlichen Institut für Öl und Gas, das er 1986 abschloss. Er betätigte sich anschließend als Unternehmer und gründete mehrere Firmen, darunter den Softwarehersteller Arkadia.
1993 gründete er gemeinsam mit Ilja Segalowitsch das IT-Unternehmen Comptek. Bei Comptek entwickelte er gemeinsam mit Segalowitsch und Jelena Kolmanowskaja die Websuchmaschine Yandex, die 1997 offiziell gestartet wurde – ein Jahr vor Google. Als erste Suchmaschine überhaupt konnte Yandex kyrillische Schriftzeichen verarbeiten. Zwei Jahre später gehörte Yandex bereits zu den beliebtesten Webseiten in Russland. Im Jahr 2000 wurde Yandex schließlich als eigenes Unternehmen gegründet und entwickelte sich binnen weniger Jahre zu einem milliardenschweren Konzern.

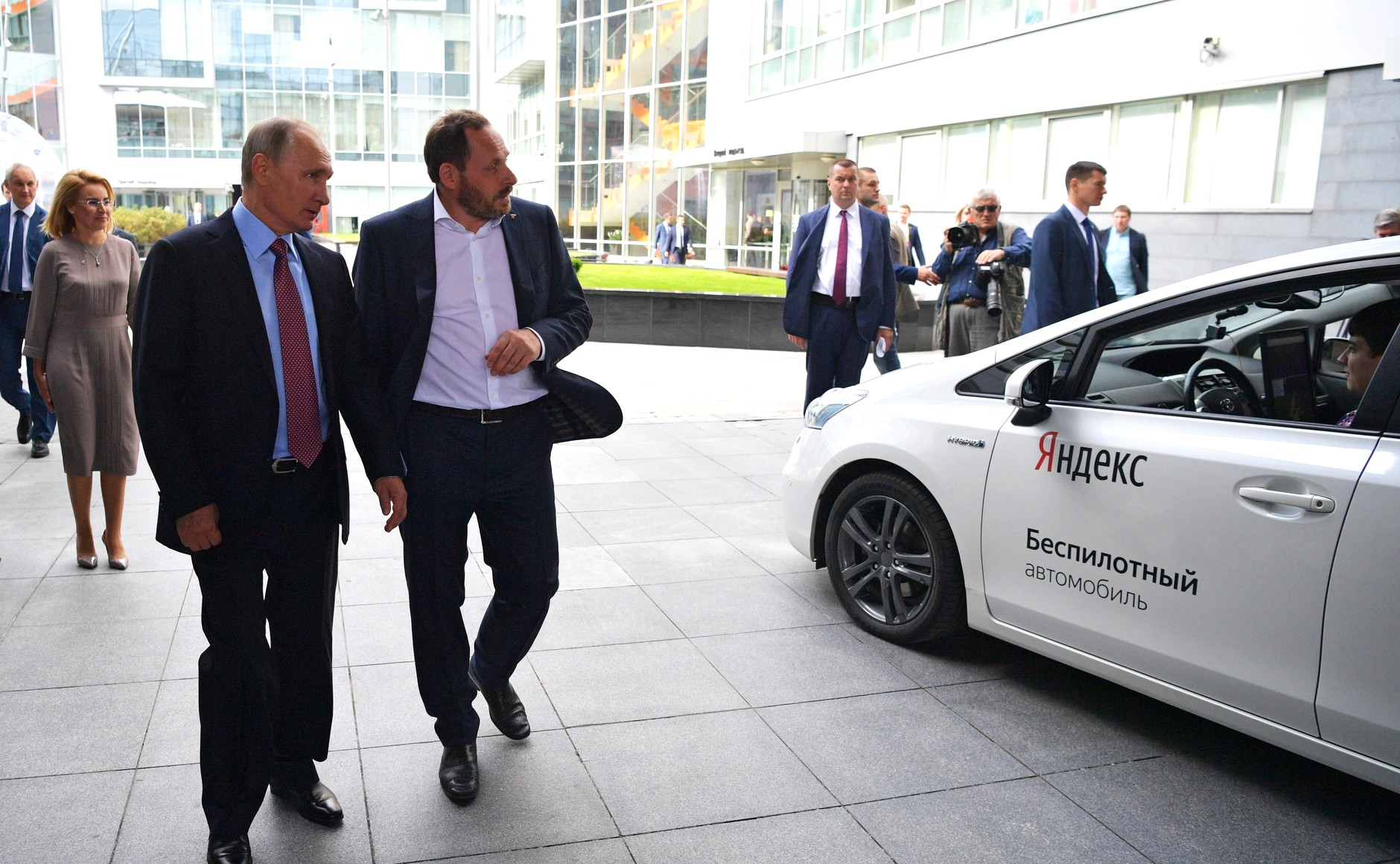
Arkadi Wolosch demonstriert Wladimir Putin 2017 im Yandex-Hauptquartier den Yandex-Prototyp eines fahrerlosen Autos

Arkadi Woloschs Vermögen wurde 2014 auf etwa 1,15 Milliarden US-Dollar geschätzt.
Wolosch hat Russland 2014 im Jahr der russischen Annexion der Krim durch Russland verlassen und kritisierte den russischen Überfall auf die Ukraine: „Russlands Invasion in der Ukraine ist barbarisch. Ich bin entschieden dagegen.“ Dennoch wurde Wolosch im Juni 2022 auf eine Sanktionsliste der Europäischen Union gesetzt. Er trat daraufhin als Geschäftsführer von Yandex zurück. Im Jahr 2024 hob die EU die Sanktionen gegen Wolosch auf.